# كوبر بيدي

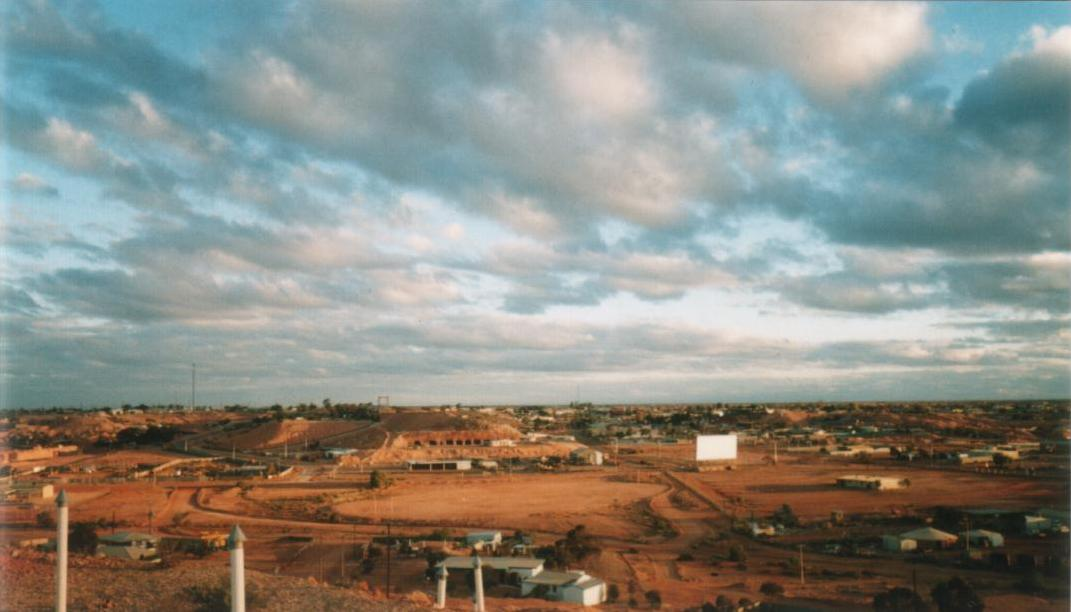
بلدة كوبر بيدي

كوبير بيدي هي بلدة في شمال أستراليا الجنوبية، تقع على بعد 846 كم (526 ميل) شمال مدينة أديلايد. وفقا لتعداد عام 2011، كان عدد سكانها 1,695 (953 الذكور، 742 الإناث، بما في ذلك 275 الأستراليين الأصليين).  
تشتهر كوبير بيدي بمساكناها تحت الأرض، اسم «كوبير بيدي» مأخوذ من كلمة «كوبا-بيتي» بلغة ال‍شعوب الأصلية وتعني «حفرة شرب الأولاد».